# Ekaterina Birlova
Ekaterina Birlova, née Khomyakova le 11 août 1987 à Briansk, est une joueuse de beach-volley russe.

## Carrière
Avec Evgenia Ukolova, elle est vice-championne d'Europe en 2015.

## Palmarès

### Jeux olympiques d'été
- Néant

### Championnats du monde de beach-volley
- Néant

### Championnats d'Europe de beach-volley
- Médaille d'argent en 2015 à Klagenfurt, (Autriche) avec Evgenia Ukolova